# Perlins
Els perlins (Perlinae) són una subfamília de plecòpters de la família Perlidae.

## Tribus i s
- Tribu Claasseniini Sivec, Stark & Uchida, 1988
  - Claassenia Wu, 1934
- Tribu Neoperlini Enderlein, 1909
  - Archaeoperla† Liu, Ren & Sinitshenkova, 2008
  - Chinoperla Zwick, 1980
  - Furcaperla Sivec, 1988
  - Neoperla Needham, 1905
  - Phanoperla Banks, 1938
- Tribu Perlini Latreille, 1802
- nomen dubium Folga Navás, 1918
  - Agnetina Klapálek, 1907
  - Dinocras Klapálek, 1907
  - Eoperla Illies, 1956
  - Etrocorema Klapálek, 1909
  - Helenoperla Sivec, 1997
  - Kamimuria Klapálek, 1907
  - Marthamea Klapálek, 1907
  - Miniperla Kawai, 1967
  - Neoperlops Banks, 1939
  - Oyamia Klapálek, 1907
  - Paragnetina Klapálek, 1907
  - Perla Geoffroy, 1762
  - Tetropina Klapálek, 1909
  - Togoperla Klapálek, 1907
  - Tyloperla Sivec & Stark, 1988